# عبد الرزاق بلغربي
عبد الرزاق بلغربي (بالفرنسية: Abderrazak Belgherbi)‏ (من موليد 29 أكتوبر 1961) هو لاعب كرة قدم جزائري. لعب في 16 مباراة للفريق الوطني الجزائري لكرة القدم في عامي 1987 و 1989. كما تم اختياره في المنتخب الجزائري لبطولة كأس إفريقيا للأمم 1988.

## روابط خارجية
- عبد الرزاق بلجربي على موقع قاعدة بيانات كرة القدم.إي يو (الإنجليزية)
- عبد الرزاق بلجربي على موقع ناشيونال فوتبول تيمز (الإنجليزية)